# Skara gravkapell
Skara gravkapell är ett begravningskapell i Skara i Skara stift. Gravkapellet var i bruk åren 1894–2006, men togs ur bruk då Marie begravningskapell uppfördes på Marie kyrkogård.

## Kyrkobyggnaden
I äldre tider skedde begravningarna i Skara på en kyrkogård vid Skara domkyrka, men den ersattes av en ny kyrkogård år 1825 som anlades 200 meter sydöst om domkyrkan. År 1894 uppfördes Skara gravkapell på den nya kyrkogården efter ritningar av A Johansson. I början på 1930-tales anlades en urnlund.
År 1943 renoverades kapellet enligt ritningar av Adolf Niklasson. Trappstegsgavlarna revs och ersattes av spetsiga gavlar och utskjutande tegellister höggs bort. En ny kalkstensomfattad port sattes in. Yttertaket i plåt byttes mot ett tak i skiffer och en belysningsramp sattes upp. Invändigt fick kapellet ett nytt golv av kalksten och fönstren byttes ut mot blyinfattade fönster med antikglas. Innertaket isolerades och fick ny dekor. Den gamla bänkinredningen ersattes av en mer flexibel inredning med stolar. Kapellet försågs med ett nytt och mindre altare, ny katafalk och vatten och avlopp installerades. Orgeln fick ny placering.
År 1972 byggdes ett bårhus samt en personalbyggnad i kyrkogårdens östra hörn efter E Haasums ritningar. 
År 2006 togs begravningskapellet ur bruk och ersattes av Marie begravningskapell  på Marie kyrkogård i Skaras östra utkant. Kyrkogården där Skara gravkapell ligger kallas för Gamla kyrkogården. Kapellet är inte längre kopplat till kyrkan och där hålls inga begravningar utan istället används kapellet för Charlies Teaters verksamhet.

## Orgel
En ny orgel anskaffades 1978 från Smedmans Orgelbyggeri AB i Lidköping och är en mekanisk orgel. 
| Manual        | Pedal      | Koppel  |
| Gedackt 8'    | Subbas 16' | Man/Ped |
| Rörflöjt 4'   |            |         |
| Blockflöjt 2' |            |         |